# Клубный переулок (Екатеринбург)
Клу́бный переу́лок — небольшой переулок в жилом районе «Старая Сортировка» Железнодорожного административного района Екатеринбурга. Длина переулка составляет всего 280 м.

## Расположение и благоустройство
Клубный переулок проходит с юго-востока на северо-запад. Начинается от Коуровской улицы и заканчивается улицей Ватутина. Переулок не пересекают другие улицы.

## Транспорт

### Наземный общественный транспорт
Маршрутов общественного транспорта не имеется. Ближайшие маршруты автобусов, трамваев и маршрутного такси проходят по Технической улице и по проспекту Седова.

### Ближайшие станции метро
Действующих станций Екатеринбургского метрополитена на данной улице нет, линий метро к улице проводить не запланировано.

## Примечательные здания и сооружения
- № 5 — Линейное отделение полиции на станции Екатеринбург-Сортировочный